# Эванс, Шон (актёр)
Шон Фре́нсис Э́ванс (англ. Shaun Francis Evans; род. 6 марта 1980, Ливерпуль, Мерсисайд, Англия, Великобритания) — британский актёр, продюсер.
Наиболее известен по главной роли детектива-констебля Индевора Морса в сериале «Индевор» («Молодой Морс»).

## Биография
Родился 6 марта 1980 года в Ливерпуле, Англия. Семья Шона родом из Северной Ирландии. Отец Шона — таксист, мать — медицинский работник. Есть брат, на 11 месяцев старше Шона.
С 1991 по 1998 годы учился в Колледже Святого Эдуарда, там же начал участвовать в школьных постановках. Окончил курс в Национальном юношеском театре до переезда в Лондон в 17—18 лет, чтобы учиться в Гилдхоллской школе музыки и театра.

## Избранная фильмография
- 2002 — «Учителя»[англ.] / «Teachers» — Джон Пол Китинг (в 10 эпизодах)
- 2004 — «Театр» / «Being Julia» — Том Феннел
- 2006 — «Королева-девственница» / «The Virgin Queen» — граф Саутгемптонский (в 2 эпизодах)
- 2006 — «Возврат» / «Cashback» — Шон Хиггинс
- 2007 — «Мальчик А» / «Boy A» — Крис
- 2007 — «Пропавшие» / «Gone» — Алекс
- 2008 — «Телстар»[англ.] / «Telstar: The Joe Meek Story» — Билли Кай
- 2009 — «Прикуп» / «The Take» — Джимми (в 4 эпизодах)
- 2009 — «Страх» / «Dread» — Куэйд
- 2009 — «Принцесса Каюлани»[англ.] / «Princess Kaiulani» — Клайв Дэвис
- 2012 — «Уайтчепел» / «The Murder in Darkness» — Sly Driscoll (в 2 эпизодах)
- 2012 — 2023 — «Индевор» («Молодой Морс») / «Endeavour» — Индевор Морс, инспектор-констебль (в 33 эпизодах)
- 2015 — «Скандальная леди У» / «The Scandalous Lady W» — сэр Ричард Уорсли